# Valley Boat & Engine Company
Valley Boat & Engine Company war ein US-amerikanischer Hersteller von Booten, Motoren und Automobilen.

## Vorgeschichte
Die American Gasoline Motor Company (auch American Gasolene Motor Company geschrieben) aus Baldwinsville im US-Bundesstaat New York ging 1908 bankrott. Eine Reorganisation führte zur Valley Boat & Engine Company in der gleichen Stadt. Dieses Unternehmen existierte bis Anfang 1910.

## Unternehmensgeschichte

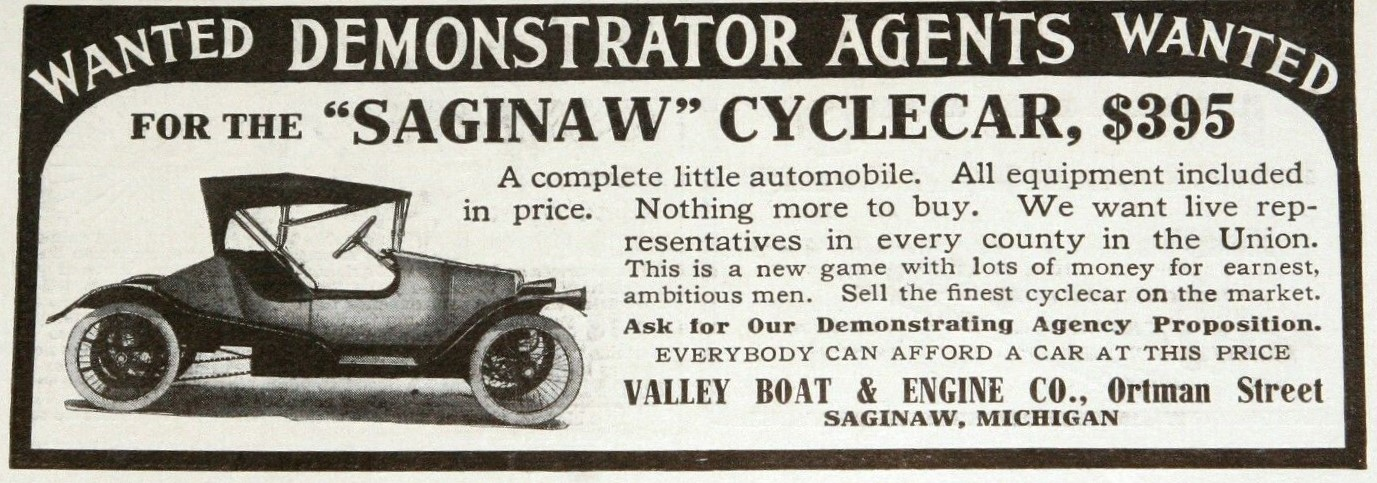
Saginaw Cyclecar, Werbung der Marke von 1914.

Das gleichnamige Unternehmen wurde 1910 in Saginaw in Michigan gegründet. Es stellte Boote und Motoren her. 1914 begann die Produktion von Automobilen. Der Markenname lautete Saginaw, obwohl anfangs Faultless geplant war. Zu der Zeit war Newell Barnard Präsident. Im gleichen Jahr endete die Fahrzeugproduktion.
Etwa 1920 wurde das Unternehmen aufgelöst.
Es gab keine Verbindung zur Lehr Motor Company, die zwei Jahre später den gleichen Markennamen für Personenkraftwagen verwendete.

## Fahrzeuge
Im Angebot stand nur ein Modell. Es wurde als Cyclecar bezeichnet. Allerdings erfüllte es das Hubraumkriterium für Cyclecars nicht. Ein selbst hergestellter V2-Viertaktmotor trieb die Fahrzeuge an. Er hatte 85,725 mm Bohrung, 100,838 mm Hub und 1164 cm³ Hubraum. Er war je nach Quelle mit 9 PS und mit 9/12 PS angegeben. Er trieb über ein Friktionsgetriebe und Riemen die Hinterachse an. Die Höchstgeschwindigkeit war mit 80 km/h angegeben.
Das Fahrgestell bestand aus Holz und hatte 255 cm Radstand. Das Trittbrett, das die vorderen und hinteren Kotflügel verband, war auffallend geschwungen geformt. Es musste den Antriebsriemen abdecken. Auf den vorderen Kotflügeln waren die Scheinwerfer. Der offene Aufbau bot Platz für zwei Personen. Das Leergewicht war mit 340 kg angegeben. Der Neupreis betrug 395 US-Dollar.